# Campeonato sub-20 de la SAFF
El Campeonato sub-20 de la SAFF es un campeonato de fútbol bienal para futbolistas masculinos menores de 20 años y está organizado por la Federación de Fútbol del Sur de Asia (SAFF), el cual tuvo su primera edición en 2015 en Nepal.

## Palmarés

### Sub-18
| Año           | Sede  | Campeón | Final Resultado | Subcampeón | Tercer lugar | Resultado | Cuarto lugar |
| ------------- | ----- | ------- | --------------- | ---------- | ------------ | --------- | ------------ |
| 2017 Detalles | Bután | Nepal   | Liga            | Bangladés  | India        | Liga      | Bután        |
| 2019 Detalles | Nepal | India   | 2:1             | Bangladés  | Maldivas     | 1:0       | Bután        |

### Sub-19
| Año           | Sede  | Campeón | Final Resultado | Subcampeón | Tercer lugar             | Resultado                | Cuarto lugar             |
| ------------- | ----- | ------- | --------------- | ---------- | ------------------------ | ------------------------ | ------------------------ |
| 2015 Detalles | Nepal | Nepal   | 1:1 (5:4 pen.)  | India      | y Afganistán y Bangladés | y Afganistán y Bangladés | y Afganistán y Bangladés |
| 2023 Detalles | Nepal | India   | 3:0             | Pakistán   | y Bután y Nepal          | y Bután y Nepal          | y Bután y Nepal          |

### Sub-20
| Año           | Sede  | Campeón   | Final Resultado | Subcampeón | Tercer lugar    | Resultado       | Cuarto lugar    |
| ------------- | ----- | --------- | --------------- | ---------- | --------------- | --------------- | --------------- |
| 2022 Detalles | India | India     | 5:2 (pró.)      | Bangladés  | Nepal           | Liga            | Maldivas        |
| 2024 Detalles | Nepal | Bangladés | 4:1             | Nepal      | y Bután y India | y Bután y India | y Bután y India |

## Títulos por equipo
| Equipo     | Campeón              | Subcampeón           | Tercer lugar | Cuarto lugar   | Semifinales    |
| ---------- | -------------------- | -------------------- | ------------ | -------------- | -------------- |
| India      | 3 (2019, 2022, 2023) | 1 (2015)             | 1 (2017)     | 0              | 1 (2024)       |
| Nepal      | 2 (2015, 2017)       | 1 (2024)             | 1 (2022)     | 0              | 1 (2023)       |
| Bangladés  | 1 (2024)             | 3 (2017, 2019, 2022) | 0            | 0              | 1 (2025)       |
| Pakistán   | 0                    | 1 (2023)             | 0            | 0              | 0              |
| Maldivas   | 0                    | 0                    | 1 (2019)     | 1 (2022)       | 0              |
| Bután      | 0                    | 0                    | 0            | 2 (2017, 2019) | 2 (2023, 2024) |
| Afganistán | 0                    | 0                    | 0            | 0              | 1 (2015)       |

## Desempeño
| Team           | 2015 | 2017 | 2019 | 2022 | 2023 | 2024 | Total |
| -------------- | ---- | ---- | ---- | ---- | ---- | ---- | ----- |
| Bangladés      | SF   | 2º   | 2º   | 2º   | GS   | 1º   | 6     |
| Bután          | GS   | 4º   | 4º   | ×    | SF   | SF   | 5     |
| India          | 2º   | 3º   | 1º   | 1º   | 1º   | SF   | 6     |
| Maldivas       | GS   | 5º   | 3º   | 4º   | GS   | GS   | 6     |
| Nepal          | 1º   | 1º   | GS   | 3º   | SF   | 2º   | 6     |
| Pakistán       | ×    | ×    | ×    | ×    | 2º   | ×    | 1     |
| Sri Lanka      | ×    | ×    | GS   | GS   | ×    | GS   | 3     |
| exmiembro SAFF |      |      |      |      |      |      |       |
| Afganistán     | SF   |      |      |      |      |      | 1     |

### Simbología
| - 1º – Campeón - 2º – Finalista - 3º – 3º Lugar - 4º – 4º Lugar - SF – Semifinales - 5º – 5º lugar - GS – Fase de grupos | - Q – Clasificado - – Anfitrión - × – No participó - × – Se retiró antes de la clasificación - • – No clasificó - – Retirado/Desclasificado después de la clasificación - – No es miembro SAFF |

## Premios y reconocimientos
| Año  | Mejor jugador        | Goleador                                         | Goles | Mejor portero       | Juego limpio |
| ---- | -------------------- | ------------------------------------------------ | ----- | ------------------- | ------------ |
| 2015 | No otorgado          | Anjan Bista Bimal Magar                          | 3     |                     | India        |
| 2017 | Orgyen Tshering      | Jafar Iqbal                                      | 5     |                     | Bután        |
| 2019 | Ninthoinganba Meetei | Foysal Ahmed Fahim Tanvir Hossain Gurkirat Singh | 2     |                     | Bután        |
| 2022 | Gurkirat Singh       | Gurkirat Singh                                   | 8     |                     | Sri Lanka    |
| 2023 | Manglenthang Kipgen  | Jigme Namgyel Gwgmsar Goyary Samir Tamang        | 3     | Lionel Daryl Rymmei | Bután        |
| 2024 | Mirajul Islam        | Mirajul Islam                                    | 4     | Md Asif             | Nepal        |